# 2027
2027(이천이십칠)은 2026보다 크고 2028보다 작은 자연수다.

## 수학
- 307번째 소수(素數)다. 앞의 소수는 2017, 다음 소수는 쌍둥이 소수인 2029다.
  - 63번째 슈퍼 소수로, 2027의 소수 순번인 307도 소수다. 앞의 슈퍼 소수는 1913, 다음은 2063이다.
  - 38번째 안전 소수(↔ 1013)다. 앞의 안전 소수는 1907, 다음은 2039다.
- {\displaystyle 2027=3^{2}+13^{2}+43^{2}}
  - 서로 다른 세 소수의 제곱합으로 나타낼 수 있는 22번째 소수다. 이 성질을 지닌 앞의 수는 1979, 다음 수는 2243이다. (OEIS의 수열 A182479)

## 과학
- NGC 2027(영어판): 황새치자리 방향에 있는 산개성단.

## 문화유산
- 대한민국의 보물 제2027호: 도은선생시집 권1~2

## 기타
- 연도: 2027년, 기원전 2027년

## 같이 보기
- 2000